# 大トー
大トー株式会社（だいとー）は、かつて電力用がいしや配電用資材などの製造や販売を行っていたメーカーである。

## 概要
1920年に大阪陶業株式会社として設立され、1971年に大トー株式会社に社名変更した。その後、2003年には関西電力に子会社化された。その後、2005年10月1日に同じく関西電力グループに属する近畿コンクリート工業とともに、同グループの日本アームの鋼管柱・架線金物製造販売部門に吸収合併され、解散した。同時に日本アームは日本ネットワークサポートに社名変更し、現在に至る。

## 沿革
- 1920年（大正9年）2月1日 - 大阪陶業株式会社、設立[1]。
- 1971年（昭和46年）9月6日 - 大トー株式会社に社名変更[2]。
- 2003年（平成15年）6月1日 - 関西電力が株式交換により完全子会社とした[3]。
- 2005年（平成17年）10月1日 - 近畿コンクリート工業とともに、同グループの日本アームに吸収合併され、新会社の日本ネットワークサポートを設立[4]。

## 備考
- 株式上場していた当時は、旧三和銀行グループも1割弱ほど出資しており、その融資系列で構成されるみどり会にも加盟していたことがあった。
- 当初は2004年10月1日付での統合が目論まれていたが、同年8月9日に発生した関西電力美浜発電所3号機における蒸気漏れ事故が影響し、統合が延期された。